# Santão
Santão é uma localidade portuguesa do Município de Felgueiras que foi sede da extinta Freguesia de Santão, freguesia que tinha 1,89 km² de área e 776 habitantes (2011), e, por isso, uma densidade populacional de 410,6 hab/km².
A Freguesia de Santão foi extinta em 2013, no âmbito de uma reforma administrativa nacional, para, em conjunto com a Freguesia de Vila Verde, formar uma nova freguesia denominada União das Freguesias de Vila Verde e Santão com sede em Vila Verde.
Antigamente chamada Santo Adrião de Santão, pertenceu ao concelho de Santa Cruz de Riba Tâmega antes de ser integrada no concelho (atual município) de Felgueiras.
No território desta freguesia deteve a Ordem de Malta importantes bens. Razão pela qual o brasão de armas ostenta, em chefe, a cruz oitavada daquela importante e antiquíssima Ordem Religiosa e Militar.

## População
| População da freguesia de Santão | População da freguesia de Santão | População da freguesia de Santão | População da freguesia de Santão | População da freguesia de Santão | População da freguesia de Santão | População da freguesia de Santão | População da freguesia de Santão | População da freguesia de Santão | População da freguesia de Santão | População da freguesia de Santão | População da freguesia de Santão | População da freguesia de Santão | População da freguesia de Santão | População da freguesia de Santão |
| -------------------------------- | -------------------------------- | -------------------------------- | -------------------------------- | -------------------------------- | -------------------------------- | -------------------------------- | -------------------------------- | -------------------------------- | -------------------------------- | -------------------------------- | -------------------------------- | -------------------------------- | -------------------------------- | -------------------------------- |
| 1864                             | 1878                             | 1890                             | 1900                             | 1911                             | 1920                             | 1930                             | 1940                             | 1950                             | 1960                             | 1970                             | 1981                             | 1991                             | 2001                             | 2011                             |
| 415                              | 435                              | 413                              | 443                              | 486                              | 504                              | 546                              | 700                              | 800                              | 919                              | 877                              | 995                              | 980                              | 870                              | 776                              |

| Distribuição da População por Grupos Etários | Distribuição da População por Grupos Etários | Distribuição da População por Grupos Etários | Distribuição da População por Grupos Etários | Distribuição da População por Grupos Etários | Distribuição da População por Grupos Etários | Distribuição da População por Grupos Etários | Distribuição da População por Grupos Etários | Distribuição da População por Grupos Etários | Distribuição da População por Grupos Etários |
| -------------------------------------------- | -------------------------------------------- | -------------------------------------------- | -------------------------------------------- | -------------------------------------------- | -------------------------------------------- | -------------------------------------------- | -------------------------------------------- | -------------------------------------------- | -------------------------------------------- |
| Ano                                          | 0-14 Anos                                    | 15-24 Anos                                   | 25-64 Anos                                   | > 65 Anos                                    |                                              | 0-14 Anos                                    | 15-24 Anos                                   | 25-64 Anos                                   | > 65 Anos                                    |
| 2001                                         | 160                                          | 137                                          | 473                                          | 100                                          |                                              | 18,4%                                        | 15,7%                                        | 54,4%                                        | 11,5%                                        |
| 2011                                         | 124                                          | 94                                           | 426                                          | 132                                          |                                              | 16,0%                                        | 12,1%                                        | 54,9%                                        | 17,0%                                        |